# Highspeed – Leben am Limit
Highspeed – Leben am Limit (Originaltitel: Combustión) ist ein spanischer Spielfilm des Regisseurs Daniel Calparsoro aus dem Jahr 2013. Er wurde bei dem 16. Malaga Spanish Film Festival präsentiert. Der Soundtrack stammt von Carlos Jean.

## Handlung
Der Film spielt in Madrid. Eine Räuberbande benutzt eine Frau als Köder, um in die Häuser einzubrechen. Nach einem letzten Ding, wollen sie sich zur Ruhe setzen. Das Gangstertrio plant, das Juweliergeschäft von Julia auszurauben, das sie von ihren Eltern geerbt hat. Sie hat sich gerade mit Mikel, einem ehemaligen Rennfahrer, der bei ihr eingezogen ist, verlobt.
Um ihr Ziel zu erreichen, setzen sie auf den Charme von Ari, die nun versucht, sich Mikel anzunähern. Auf einer Party lernen sich die beiden kennen und verbringen eine Nacht miteinander. Durch sie gerät er in die Welt von Hochstapelei, der Betrügereien und illegalen Autorennen.
Bald merkt er, dass Ari und ihr Freund Navas ihn nur benutzen, um an Informationen für ihren nächsten Coup zu kommen.

## Auszeichnungen
- Der Film war für neunzehn Goyas, unter anderem in den Kategorien bester Film, bester Regisseur, beste männliche Hauptrolle, beste weibliche Hauptrolle, bester Nachwuchsdarsteller, bestes adaptiertes Drehbuch, bester Schnitt und bester Ton nominiert.[1]
- Bei der Verleihung des Neox Fan Awards 2013 folgten zwei Nominierungen in den Kategorien bester Film und beste Nebendarstellerin María Castro.

## Kritiken
Der Film erhielt überwiegend gemischte bis positive Kritiken.